# Gonystylus micranthus
Gonystylus micranthus är en tibastväxtart som beskrevs av Airy Shaw. Gonystylus micranthus ingår i släktet Gonystylus och familjen tibastväxter. Inga underarter finns listade i Catalogue of Life.